# Nesticus karyuensis
Nesticus karyuensis là một loài nhện trong họ Nesticidae.
Loài này thuộc chi Nesticus. Nesticus karyuensis được Takeo Yaginuma miêu tả năm 1980.